# Tävsmoor/Haselauer Moor
Das Tävsmoor/Haselauer Moor ist ein Naturschutzgebiet im Kreis Pinneberg (Schleswig-Holstein).
Das Moor grenzt direkt an den Flugplatz Uetersen/Heist und wurde am 18. April 1995 unter Naturschutz gestellt. Es hat eine Fläche von ca. 150 ha und besteht aus zwei Teilen. Den nördlichen Teil nennt man Tävsmoor und dieser liegt auf dem Gemeindegebiet von Appen und der südliche Teil wird Haselauer Moor genannt und gehört zur Gemeinde  Heist. Das Moorgebiet ist ca. zwei Kilometer lang, aber nur etwa 500 Meter breit. Es entstand in der letzten Nacheiszeit vor etwa 12.000 Jahren.
Das Naturschutzgebiet besteht aus zwei Übergangsmooren mit Niedermoor- und Hochmoorstadien, dem angrenzenden, teilweise wechselfeuchten Grünland, offenen Wasserflächen und Wasserläufen.

„Schutzzweck ist es, die Natur in diesem Gebiet in ihrer Gesamtheit dauerhaft zu erhalten. Insbesondere gilt es, die verschiedenen Teillebensräume, vor allem die Bereiche der Übergangsmoore mit Niedermoor- und Hochmoorstadien, die Weiden- und Birkenbruchwaldökosysteme, die Handtorfstiche mit den Torfmoos-Schwingdecken, die Röhricht- und Hochstauden-Ökosysteme, die Magerrasen-Ökosysteme, den Moorteich und die teilweise feuchten Grünland-Ökosysteme als Pufferzonen in den Randbereichen des Schutzgebietes, die auf diese Lebensräume angewiesenen Pflanzen- und Tierarten, insbesondere gefährdete Vogel-, Reptilien-, Amphibien- und Wirbellosen-Arten, einen natürlichen oder naturnahen Wasserhaushalt als Voraussetzung für die Entwicklung der sich selbst regulierenden Moorökosysteme und das nicht durch bauliche Anlagen gestörte Landschaftsbild zu erhalten und zu schützen.“

Das Gebiet bietet den Lebensraum für über 300 Gefäßpflanzen, von denen etwa 40 Arten auf der Roten Liste stehen. Es bietet auch den Lebensraum für über 125 Wirbeltierarten, 60 verschiedene Schmetterlingsarten und 23 Libellenarten. Die Vogelwelt ist hier mit 85 verschiedenen Arten vertreten. Auch der seltene Wachtelkönig wurde dort schon beobachtet. Durch regelmäßige Schutz- und Regenerationsmaßnahmen wird das Moorgebiet gepflegt. Das Moor wird über die Appener Au in die Pinnau entwässert.